# Rogue Element
"Rogue Element" é o décimo primeiro episódio da décima primeira temporada da série de televisão de terror pós-apocalíptico The Walking Dead. O episódio foi escrito por David Leslie Johnson-McGoldrick e dirigido por Michael Cudlitz.
No episódio, Eugene (Josh McDermitt) procura Stephanie (Chelle Ramos) depois que ela desaparece misteriosamente. Connie (Lauren Ridloff) investiga uma história sobre o soldado Davis (Cameron Roberts). Carol (Melissa McBride) ajuda Hornsby (Josh Hamilton) com uma disputa trabalhista em uma fazenda de drogas.
O episódio recebeu críticas mistas da crítica.

## Enredo
Eugene (Josh McDermitt) entrou em um relacionamento com Stephanie (Chelle Ramos) e diz a ela que a ama; logo depois que ela diz que o ama também, ela desaparece misteriosamente. Eugene fica obcecado em encontrar Stephanie e invade a casa de um homem à procura de provas, mas falha e Princesa (Paola Lázaro) insiste que ela deve tê-lo rompido e abandonado. Eugene logo encontra Stephanie novamente conspirando com Lance (Josh Hamilton) para uma tarefa desconhecida, e faz Lance confessar que "Stephanie" era uma mulher disfarçada chamada Shira que foi usada para fazer Eugene confessar a localização de Alexandria devido a muitas inconsistências durante a audição do grupo. Lance diz a Eugene que o grupo está melhor agora, apesar de seu coração estar partido por Shira. 
Enquanto isso, Connie (Lauren Ridloff) e Kelly (Angel Theory) investigam os militares da Commonwealth e seu tratamento de Tyler Davis (Cameron Roberts), e Carol (Melissa McBride) ajuda Lance a lidar com uma comunidade vizinha cujo líder está extorquindo a Commonwealth por dinheiro. Eugene é mais tarde abordado por "Max", que se revela ser a mulher com quem ele estava em contato pelo rádio. 

## Recepção

### Crítica
Rogue Element recebeu críticas mistas. No Rotten Tomatoes, o episódio teve uma taxa de aprovação de 71%, com uma pontuação média de 7.20 de 10, com base em 7 avaliações.

### Audiência
O episódio teve um total de 1.67 milhões de espectadores em sua exibição original na AMC na faixa de 18-49 anos de idade. Apresenta aumento de 0.07 pontos de audiência em relação ao episódio anterior.